# Municipio de Bridges
El municipio de Bridges (en inglés: Bridges Township) es un municipio ubicado en el condado de Ozark en el estado estadounidense de Misuri. En el año 2010 tenía una población de 968 habitantes y una densidad poblacional de 5,49 personas por km².

## Geografía
El municipio de Bridges se encuentra ubicado en las coordenadas 36°34′26″N 92°24′58″O / 36.57389, -92.41611. Según la Oficina del Censo de los Estados Unidos, el municipio tiene una superficie total de 176.36 km², de la cual 176,3 km² corresponden a tierra firme y (0,03 %) 0,05 km² es agua.

## Demografía
Según el censo de 2010, había 968 personas residiendo en el municipio de Bridges. La densidad de población era de 5,49 hab./km². De los 968 habitantes, el municipio de Bridges estaba compuesto por el 96,9 % blancos, el 0,1 % eran afroamericanos, el 0,93 % eran amerindios, el 0,1 % eran asiáticos, el 0,21 % eran de otras razas y el 1,76 % eran de una mezcla de razas. Del total de la población el 0,93 % eran hispanos o latinos de cualquier raza.